# CSI: Miami helyszínelők (nyolcadik évad)
Az itt található lista az CSI: Miami helyszínelők című televíziós sorozat nyolcadik évadjának epizódjait tartalmazza. Az évad eredeti sugárzása a CBS-en 2009. szeptember 21. és 2010. május 24. között volt.
Hazánkban a Viasat 3 2010. szeptember 2. és 2011. február 10. között vetítette.
Ebben az évadban látható utoljára állandó szereplőként Eric Delko. A helyszínelők csapatához csatlakozik Jesse Cardoza és Walter Simmons helyszínelő is. Emellett néhány epizód erejéig visszatér Alexx Woods is.
| #    | Magyar cím | Eredeti cím                | Rendező             | Író                              | Eredeti premier      | No. # |  |  |
| ---- | --- | -------------------------- | ------------------- | -------------------------------- | -------------------- | ----- |  |  |
| 8x1  | „Időn kívül” | „Out of Time”              | Sam Hill            | Tamara Jaron                     | 2009. szeptember 21. | 168   |  |  |
| 8x1  | Az évadnyitó epizód során, amíg Eric kómában fekszik, egy visszatekintő részt láthatunk 1997-ból, amikor a csapat még teljesen más volt, mint ami most.                                                                                     |                            |                     |                                  |                      |       |  |  |
|      | |                            |                     |                                  |                      |       |  |  |
| 8x2  | „Ellenséges megszállás” | „Hostile Takeover”         | Allison Liddi-Brown | Corey Evett & Matt Partney       | 2009. szeptember 28. | 169   |  |  |
| 8x2  | Amikor egy felfegyverzett férfi beviharzik a helyszínelők főhadiszállására és túszul ejti a bennlevőket, Horatio lesz a közvetítő a férfi és a hatóságok között.                                                                            |                            |                     |                                  |                      |       |  |  |
|      | |                            |                     |                                  |                      |       |  |  |
| 8x3  | „Villámcsapás” | „Bolt-Action”              | Gina Lamar          | Melissa Scrivnern                | 2009. október 5.     | 170   |  |  |
| 8x3  | Calleigh-nek vallomást kell tennie, amivel veszélybe sodorhatja Delko jövőjét, eközben három strandröplabdázó fiatal férfi meghal játék közben a pályán, így a csapat nyomozni kezd.                                                        |                            |                     |                                  |                      |       |  |  |
|      | |                            |                     |                                  |                      |       |  |  |
| 8x4  | „Szem előtt” | „In Plane Sight”           | Larry Detwiler      | Robert Hornak                    | 2009. október 12.    | 171   |  |  |
| 8x4  | A csapat egy milliárdos meggyilkolásának ügyében nyomoz, az áldozatot korábban bűnösnek találták abban, hogy sikkasztott a befektetők vagyonából és a rábízott jótékonysági intézmények vagyonából is.                                      |                            |                     |                                  |                      |       |  |  |
|      | |                            |                     |                                  |                      |       |  |  |
| 8x5  | „Rossz mag” | „Bad Seed”                 | Matt Earl Beesley   | Brian Davidson                   | 2009. október 19.    | 172   |  |  |
| 8x5  | Amikor egy nagyon virulens E-coli baktériumtörzs megöl négy embert Miami környékén, Horatio úgy dönt, hogy a baktérium segítségével vizsgálja meg az ügyet.                                                                                 |                            |                     |                                  |                      |       |  |  |
|      | |                            |                     |                                  |                      |       |  |  |
| 8x6  | „Haver, hol a vőlegényem?” | „Dude, Where's My Groom?”  | Carey Meyer         | Brett Mahoney                    | 2009. november 2.    | 173   |  |  |
| 8x6  | A helyszínelők feladata az, hogy megtaláljanak egy eltűnt vőlegényt és megoldjanak egy gyilkossági ügyet, ehhez azonban muszáj rekonstruálniuk egy legénybúcsút.                                                                            |                            |                     |                                  |                      |       |  |  |
|      | |                            |                     |                                  |                      |       |  |  |
| 8x7  | „Bone Voyagel” | „Bone Voyage”              | Sam Hill            | Barry O'Brien                    | 2009. november 9.    | 174   |  |  |
| 8x7  | Horatio Caine felhívja Las Vegas-i kollégáját, Dr.Ray Langston-t, hogy utazzon át Miami-ba, amikor néhány levágott lábat találnak az Everglades-ben és rájönnek, hogy a lány, akié az egyik láb, egy héttel korábban Las Vegas-ból tűnt el. |                            |                     |                                  |                      |       |  |  |
|      | |                            |                     |                                  |                      |       |  |  |
| 8x8  | „Ütközési pont” | „Point of Impact”          | Eric Mirich         | Krystal Houghton                 | 2009. november 16.   | 175   |  |  |
| 8x8  | Egy autóbalesetnek két halálos áldozata lesz és a nyomok a Ballard családhoz vezetnek, végül a helyszínelőknek sikerül rájönniük, hogy mi okozta a balesetet.                                                                               |                            |                     |                                  |                      |       |  |  |
|      | |                            |                     |                                  |                      |       |  |  |
| 8x9  | „Gyilkos pont” | „Kill Clause”              | Scott Lautanen      | Jeremy R. Littman                | 2009. november 23.   | 176   |  |  |
| 8x9  | Egy rejtélyes nő visszatér Jesse múltjából, miközben a csapat halálos medúzák után nyomoz. |                            |                     |                                  |                      |       |  |  |
|      | |                            |                     |                                  |                      |       |  |  |
| 8x10 | „Számolj ki” | „Count Me Out”             | Marco Black         | Marc Dube                        | 2009. december 8.    | 177   |  |  |
| 8x10 | Meglepetések várnak a csapatra, amikor egy népszámláló biztos meggyilkolásának az ügyében nyomoznak. |                            |                     |                                  |                      |       |  |  |
|      | |                            |                     |                                  |                      |       |  |  |
| 8x11 | „Delko a védelemnél” | „Delko for the Defense”    | Gina Lamar          | Tamara Jaron                     | 2009. december 14.   | 178   |  |  |
| 8x11 | Delko szembekerül a csapattal, amikor a védelem helyszínelő szakértő tanújaként lép fel egy gyilkossági ügyben. |                            |                     |                                  |                      |       |  |  |
|      | |                            |                     |                                  |                      |       |  |  |
| 8x12 | „A show vége” | „Show Stopper”             | Sam Hill            | Corey Evett & Matt Partney       | 2010. január 11.     | 179   |  |  |
| 8x12 | Egy popsztár lángokba borul a koncertjén, a helyszínelőknek pedig meg kell ismerniük a popsztárok világának sötét oldalát. |                            |                     |                                  |                      |       |  |  |
|      | |                            |                     |                                  |                      |       |  |  |
| 8x13 | „Kard által vész el” | „Die by the Sword”         | Matt Earl Beesley   | Melissa Scrivner                 | 2010. január 18.     | 180   |  |  |
| 8x13 | Natalia sérülése veszélybe sodorja őt és Ryan-t, eközben egy furcsa nyomozás zavarja meg a helyszínelőket, amelyben az áldozatot darabokra aprítják.                                                                                        |                            |                     |                                  |                      |       |  |  |
|      | |                            |                     |                                  |                      |       |  |  |
| 8x14 | „A szélben” | „In The Wind”              | Allison Liddi-Brown | Brett Mahoney                    | 2010. február 1.     | 181   |  |  |
| 8x14 | Erik Delko visszatér, hogy egy ügyön dolgozzon, amely bebizonyíthatja, hogy egy férfi a halálsoron ártatlan vagy sem. |                            |                     |                                  |                      |       |  |  |
|      | |                            |                     |                                  |                      |       |  |  |
| 8x15 | „Miami, van egy kis gondunk” | „Miami, We Have a Problem” | Sam Hill            | Brian Davidson                   | 2010. február 8.     | 182   |  |  |
| 8x15 | A csapat nyomozni kezd, amikor egy férfi holttestét megtalálják. A eset különlegessége, hogy az áldozat az űrben halt meg. |                            |                     |                                  |                      |       |  |  |
|      | |                            |                     |                                  |                      |       |  |  |
| 8x16 | „L.A. - Los Angeles” | „L.A.”                     | Rob Zombie          | Barry O'Brien                    | 2010. március 1.     | 183   |  |  |
| 8x16 | Lehet, hogy egy gyilkos szabadon elsétálhat Jesse múltjának titka miatt, ami lehet, hogy az állásába fog kerülni. |                            |                     |                                  |                      |       |  |  |
|      | |                            |                     |                                  |                      |       |  |  |
| 8x17 | „Leépítés fejszével” | „Getting Axed”             | Carey Meyer         | Krystal Houghton                 | 2010. március 8.     | 184   |  |  |
| 8x17 | A csapatnak nem okoz nehézségeket gyanúsítottakat találni, amikor egy sokak által gyűlölt recepcióst megölnek. |                            |                     |                                  |                      |       |  |  |
|      | |                            |                     |                                  |                      |       |  |  |
| 8x18 | „Gyalázat” | „Dishonor”                 | Sam Hill            | Marc Dube                        | 2010. március 22.    | 185   |  |  |
| 8x18 | A dolgok személyessé válnak Horatio számára, amikor Kyle visszatér a háborúból és segítséget kér tőle egy gyilkossági ügy megoldásához, ami becsületbeli ügynek tűnik.                                                                      |                            |                     |                                  |                      |       |  |  |
|      | |                            |                     |                                  |                      |       |  |  |
| 8x19 | „Tavaszi tombolás” | „Spring Breakdown”         | Larry Detwiler      | Corey Evett & Matt Partney       | 2010. április 12.    | 186   |  |  |
| 8x19 | |                            |                     |                                  |                      |       |  |  |
|      | |                            |                     |                                  |                      |       |  |  |
| 8x20 | „Ellentűz” | „Backfire”                 | Don Tardino         | Tamara Jaron & Melissa Scrivner  | 2010. április 12.    | 187   |  |  |
| 8x20 | |                            |                     |                                  |                      |       |  |  |
|      | |                            |                     |                                  |                      |       |  |  |
| 8x21 | „Beolvasztás” | „Meltdown”                 | Matt Earl Beesley   | K. David Bena & Brian Davidson   | 2010. május 3.       | 188   |  |  |
| 8x21 | |                            |                     |                                  |                      |       |  |  |
|      | |                            |                     |                                  |                      |       |  |  |
| 8x22 | „Anyu halott” | „Mommie Deadest”           | Gina Lamar          | Krystal Houghton & Brett Mahoney | 2010. május 10.      | 189   |  |  |
| 8x22 | |                            |                     |                                  |                      |       |  |  |
|      | |                            |                     |                                  |                      |       |  |  |
| 8x23 | „Időzített bomba” | „Time Bomb”                | Sam Hill            | Corey Evett & Matt Partney       | 2010. május 17.      | 190   |  |  |
| 8x23 | |                            |                     |                                  |                      |       |  |  |
|      | |                            |                     |                                  |                      |       |  |  |
| 8x24 | „Feküdj le!” | „All Fall Down”            | Joe Chappelle       | Barry O'Brien & Marc Dube        | 2010. május 24.      | 191   |  |  |
| 8x24 | |                            |                     |                                  |                      |       |  |  |
|      | |                            |                     |                                  |                      |       |  |  |